# Filialkirche St. Martin (Launsdorf)

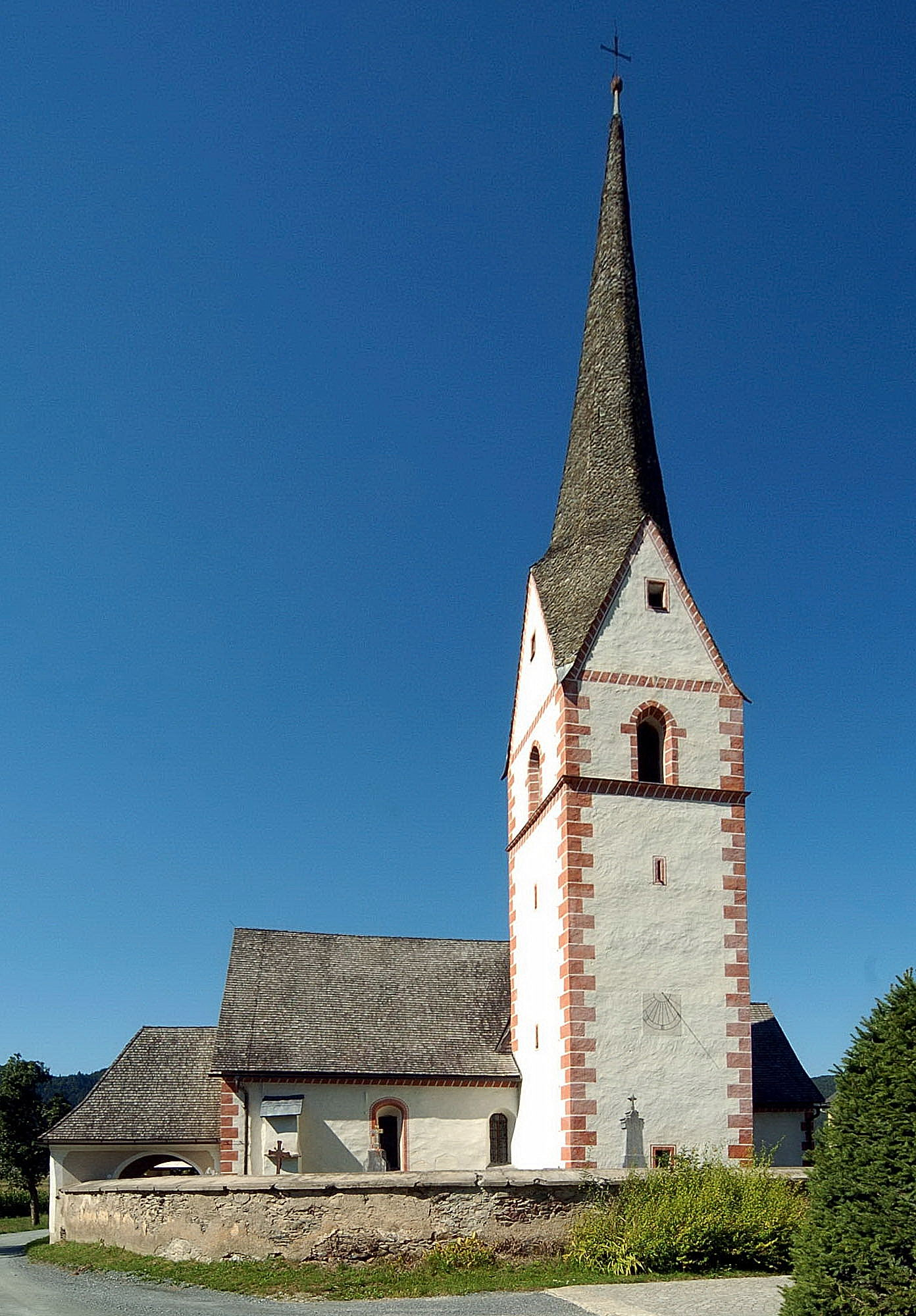

Die römisch-katholische Filialkirche St. Martin in der Gemeinde St. Georgen am Längsee gehört zur Pfarre Launsdorf und wurde erstmals 1261 urkundlich erwähnt.

## Baubeschreibung

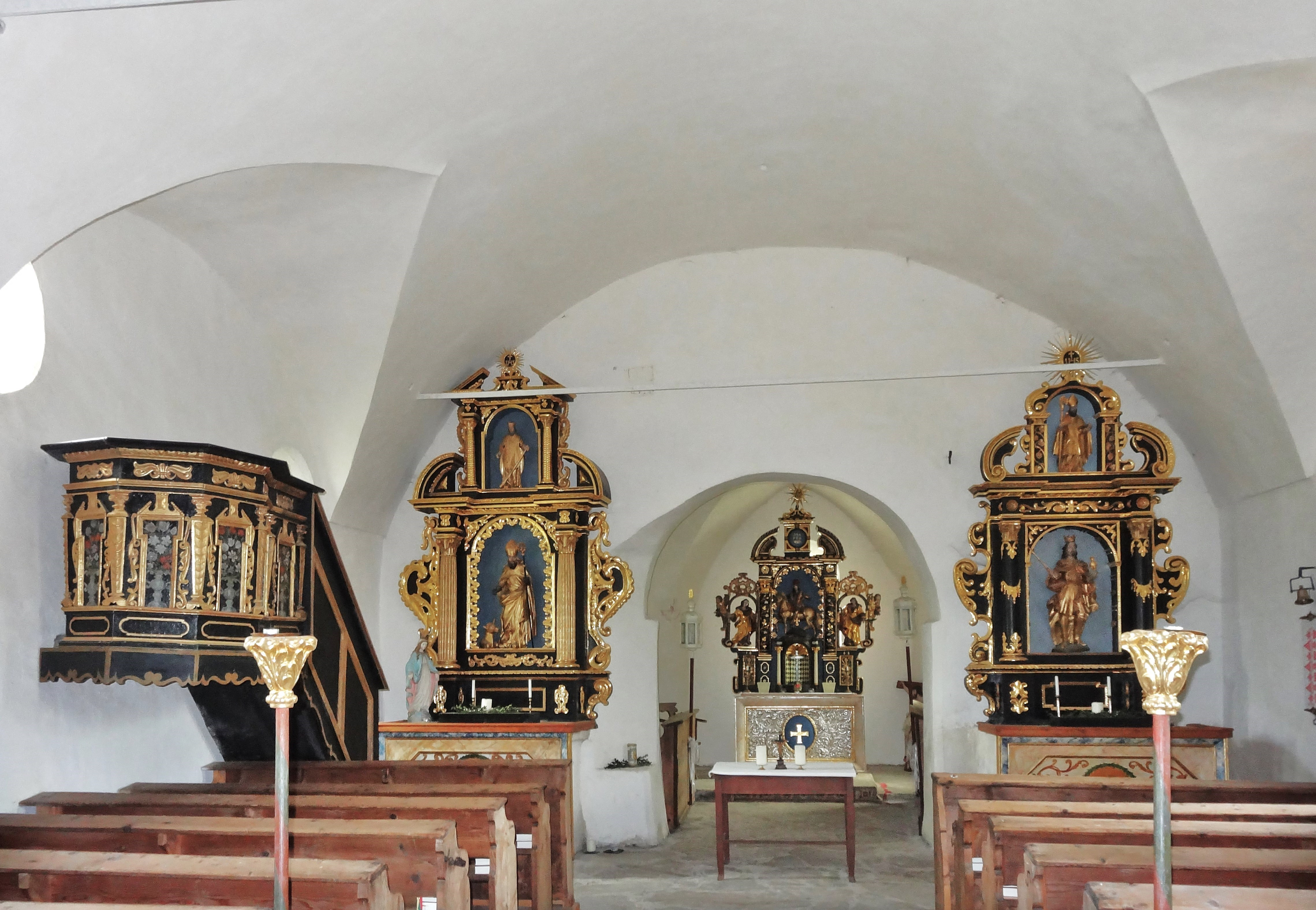
Innenansicht

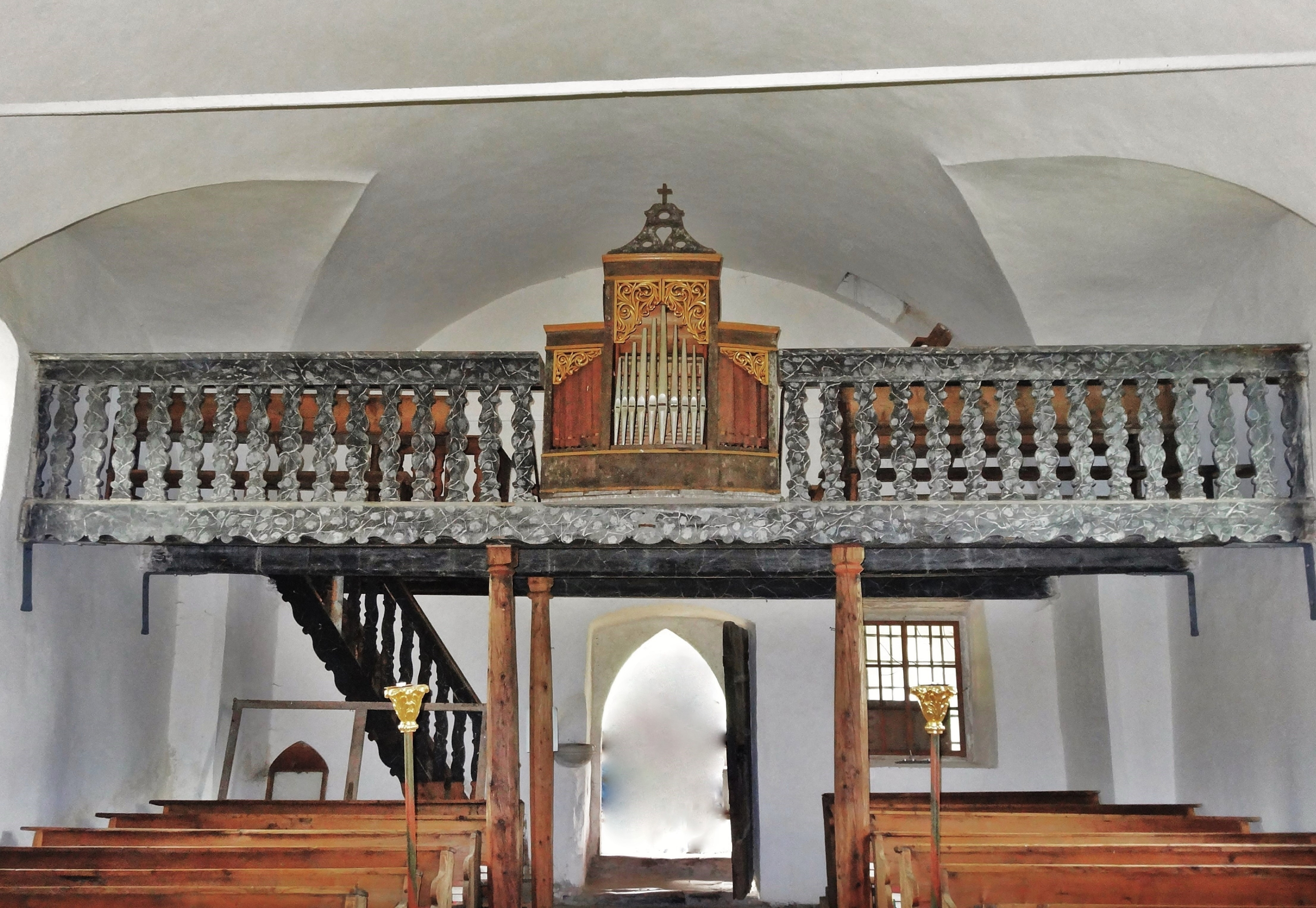
Die Empore

Das Gotteshaus ist ein im Kern romanischer Bau mit gotischen und barocken Veränderungen. Der spätgotische Turm an der Langhaussüdseite mit spitzbogigen Schallfenstern und einem achtseitigen Spitzhelm stammt aus dem 15. Jahrhundert. Das Dach des Turmes ist mit Steinplattln gedeckt, das Dach des Kirchenschiffes mit Lärchenschindeln. Die barocke Vorlaube ist im Westen mit der Friedhofsmauer verbunden und seitlich in flachbogigen Arkaden geöffnet. In der Vorlaube wurde die um 1570 angefertigte Holz-Kassettendecke mit bemalter Flachschnitzerei, die aus dem Langhaus stammt, angebracht.
Man betritt die Kirche durch das gotische, profilierte Westportal. Rechts davon ist eine Opfernische mit Spitzbogen in der Wand, links steht ein hölzerner Opfertisch.
Das Langhaus wurde im 17. Jahrhundert mit einem zweijochigen Tonnengewölbe mit Stichkappen versehen. Ein rundbogiger Triumphbogen verbindet das Langhaus mit dem Chor. Das Chorjoch und die Sakristei im Turmerdgeschoß haben Kreuzgratgewölbe.

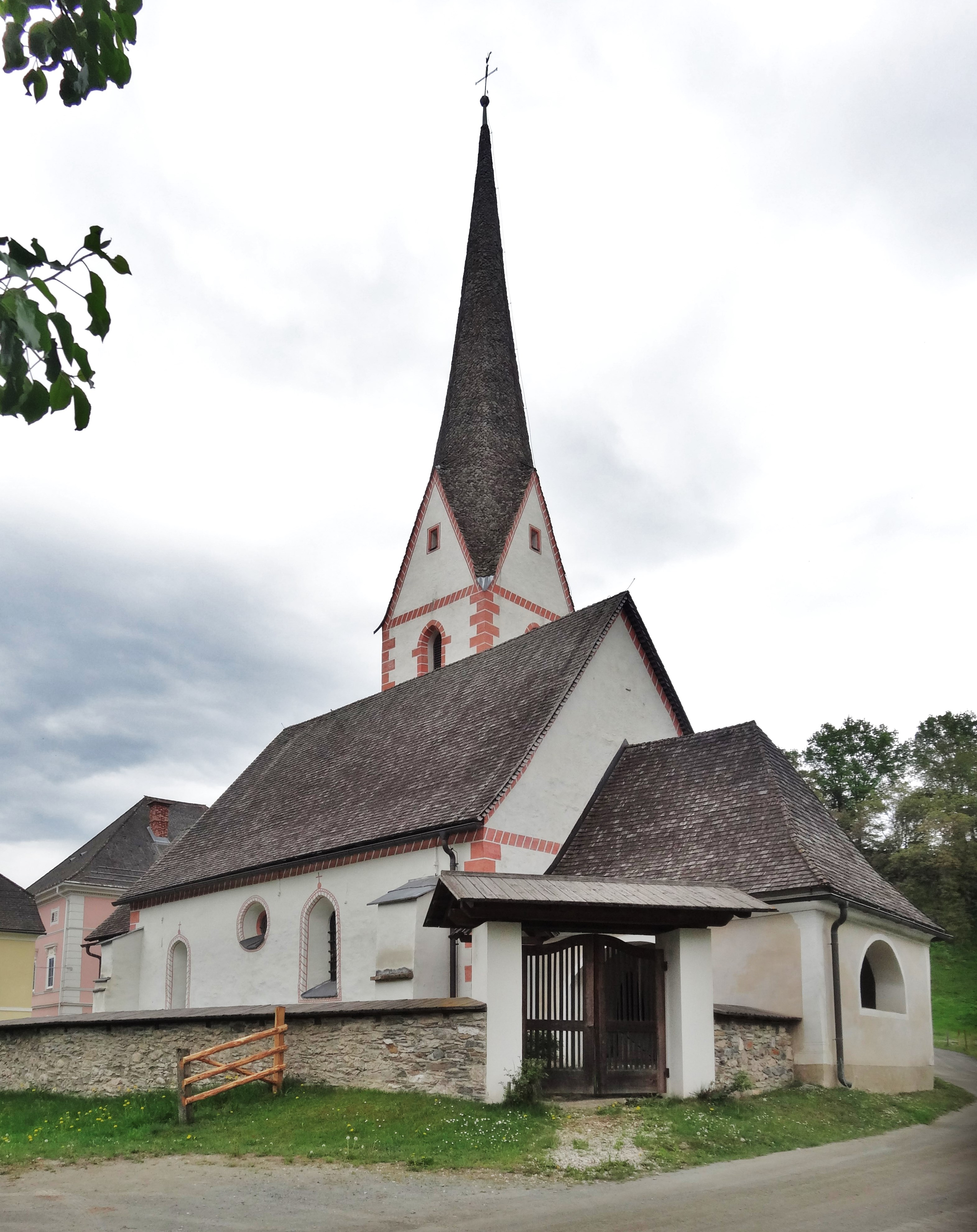
Ansicht vom Nordwesten
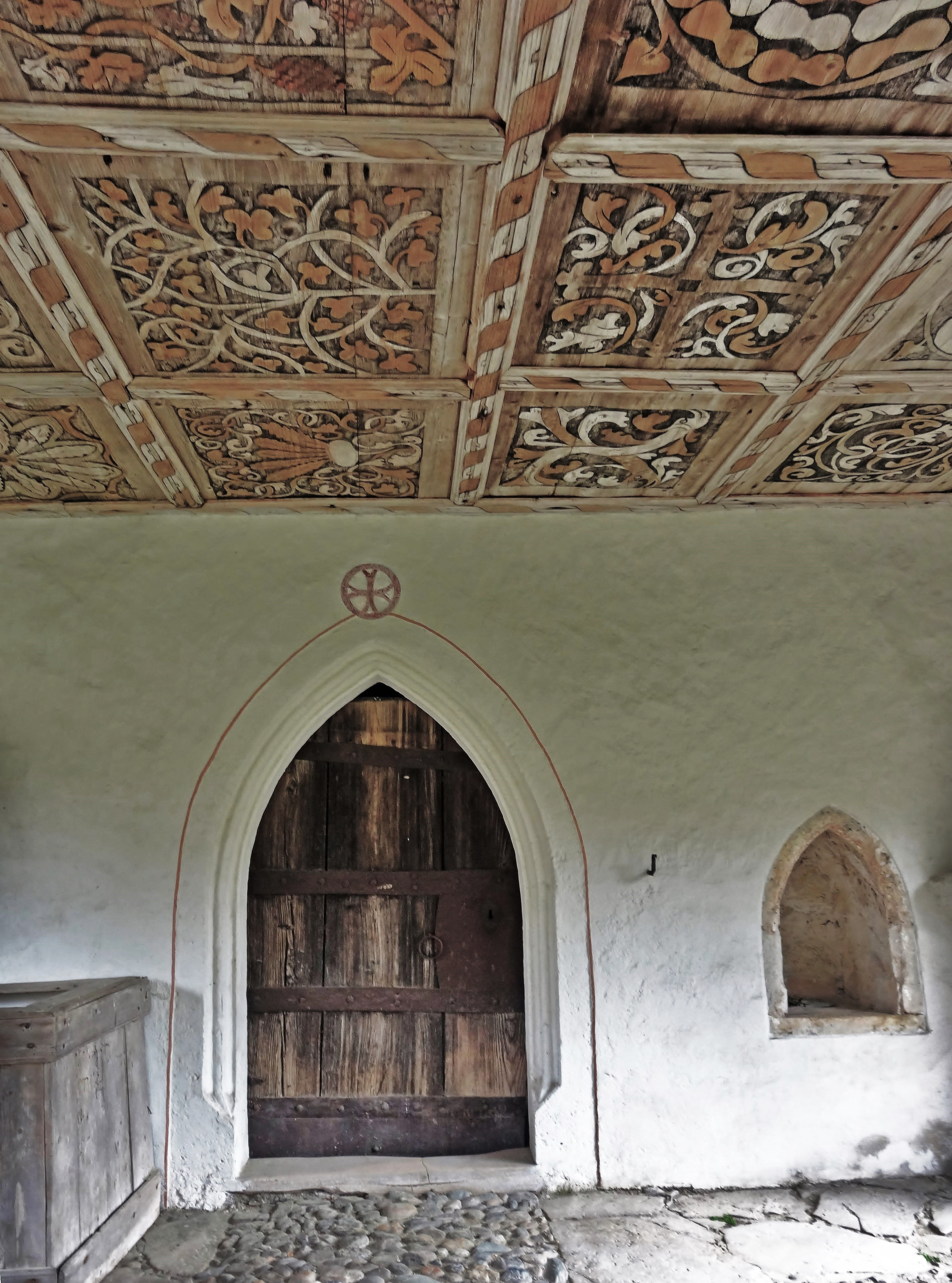
Das Portal unter der Vorlaube mit Kassettendecke, rechts eine Opfernische, links ein hölzerner Opfertisch
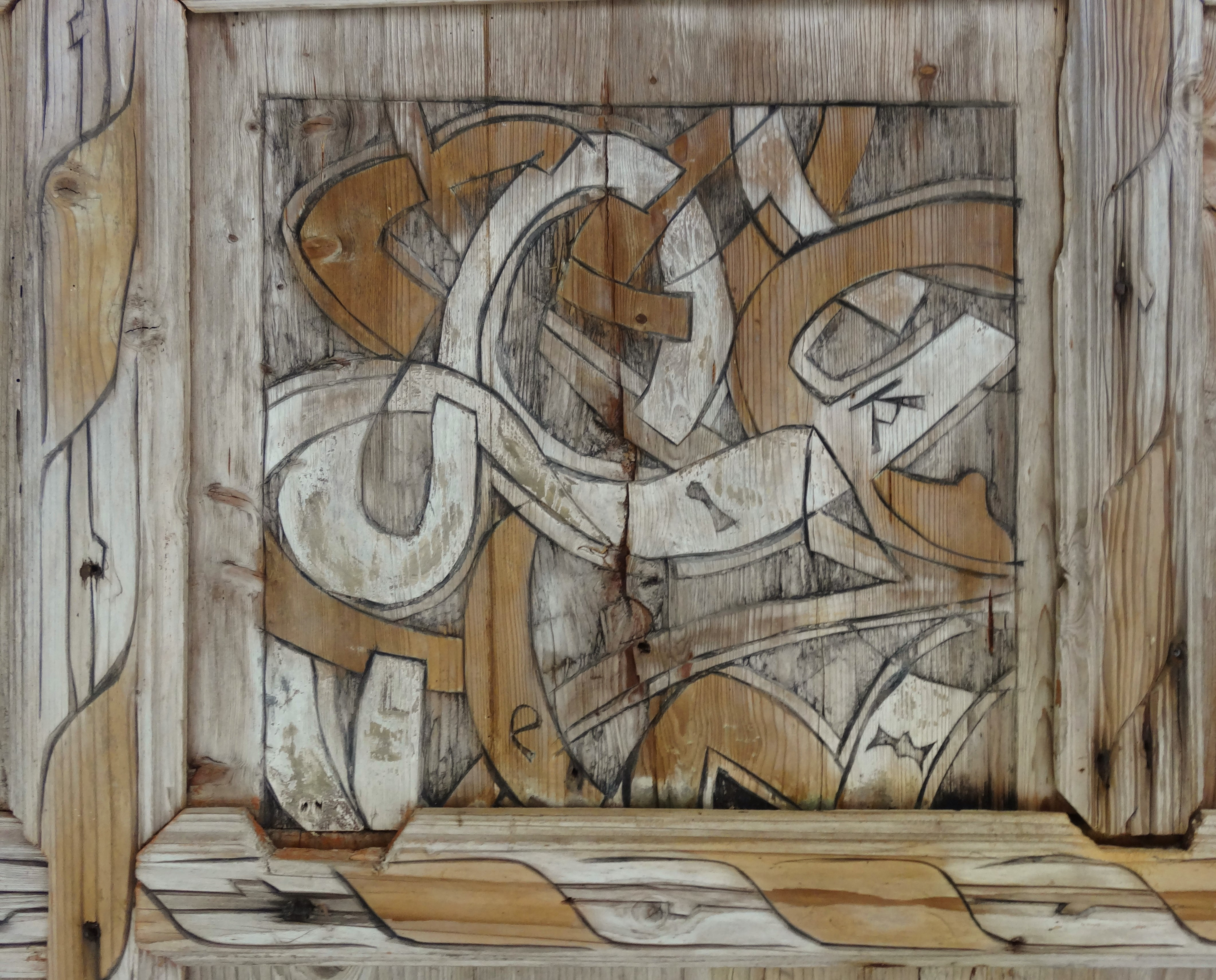
Teilansicht der Kassettendecke in der Vorlaube

## Einrichtung

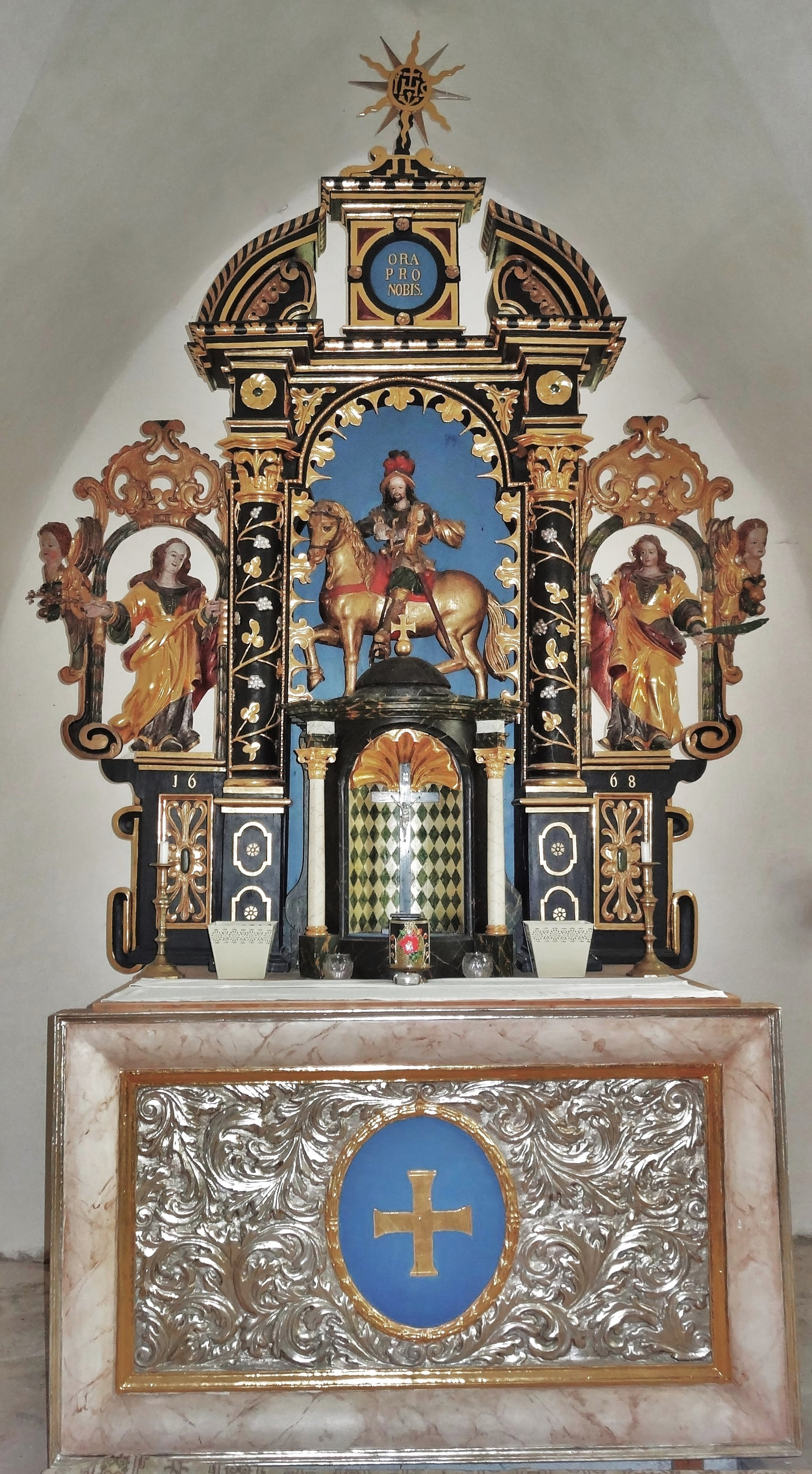
Der Hochaltar

Die Kanzel und die drei barocken Altäre entstanden um 1660/1670. Der Hochaltar von 1668 besteht aus einer Ädikula über einem hohen Sockel, seitlichen Postamenten mit Figuren und rundbogiger Rahmung sowie einem gesprengten Segmentgiebel mit einem kleinen Aufsatz. Die Säulenschäfte sind mit Weinranken verziert. Die Mittelfigur des heiligen Martin wird von den Statuen der hl. Apollonia rechts und der hl. Ursula links flankiert.
Der linke Seitenaltar besteht aus einer Ädikula über einem Sockel, einem gesprengten Segmentgiebel mit kleinem Aufsatz und mit Knorpelwerk verzierten, seitlichen Ohren. Der Altar trägt im Hauptgeschoß die Figur des heiligen Silvester mit einem Stierkopf als Attribut und im Aufsatz die Figur eines Heiligen im Priestergewand mit einer Keule. Der rechte Seitenaltar von 1673 mit der Figur des heiligen Oswald und eines heiligen Bischofs im Aufsatz gleicht in Aufbau und Dekor dem linken.
Die Kanzel hat keinen Schalldeckel; die Felder des Korbes sind mit floralen Motiven bemalt.

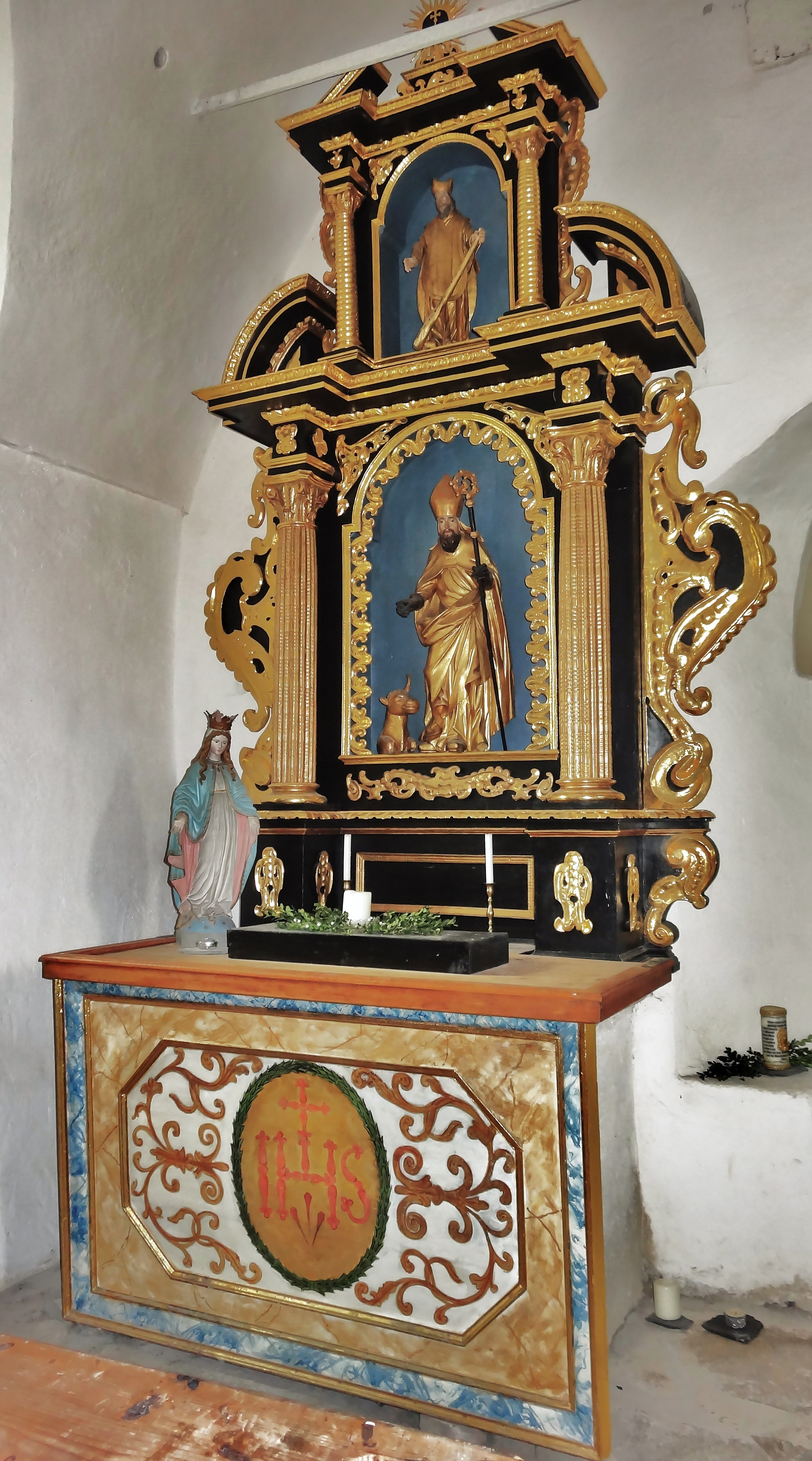
Der linke Seitenaltar
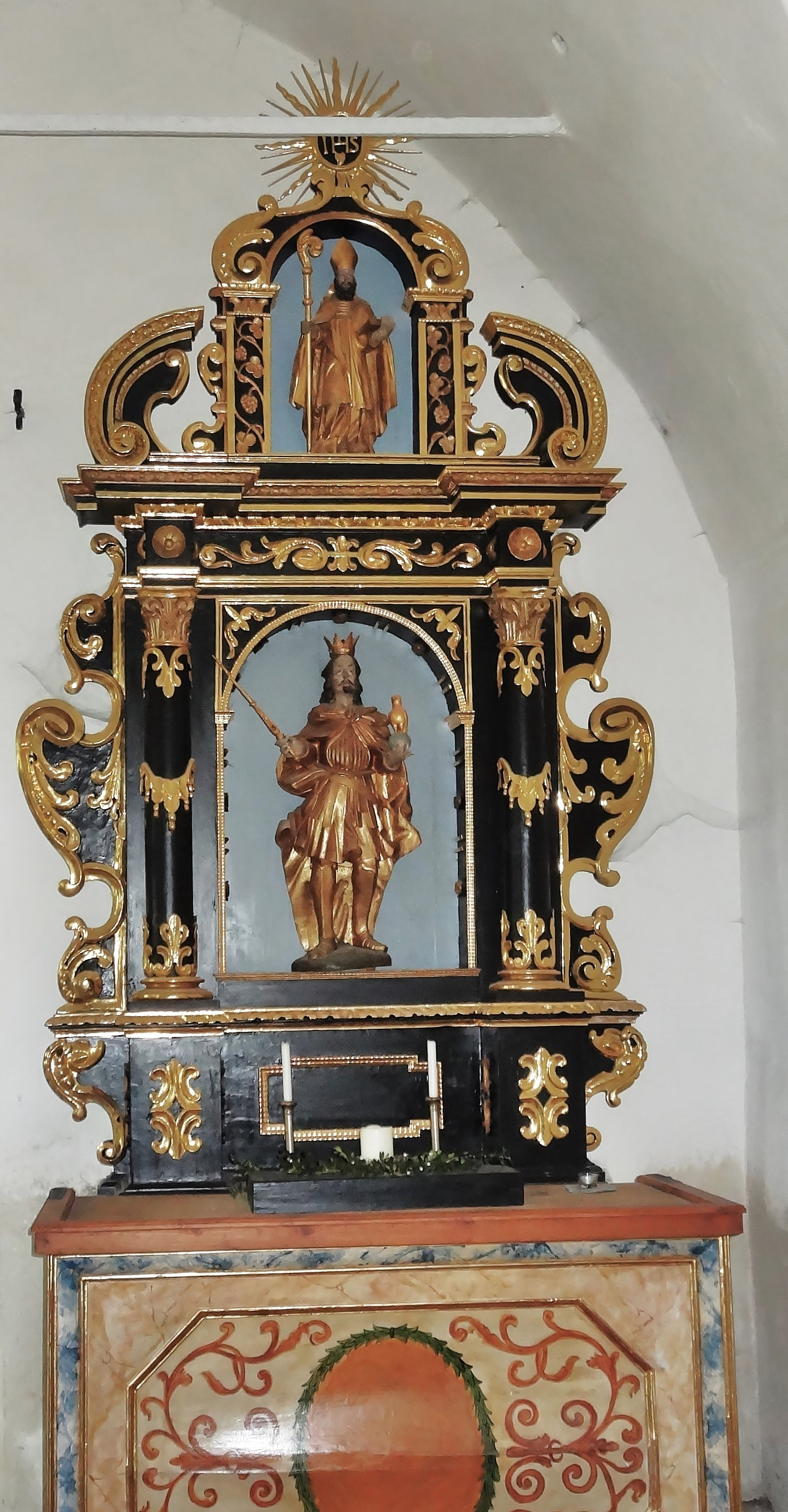
Der rechte Seitenaltar
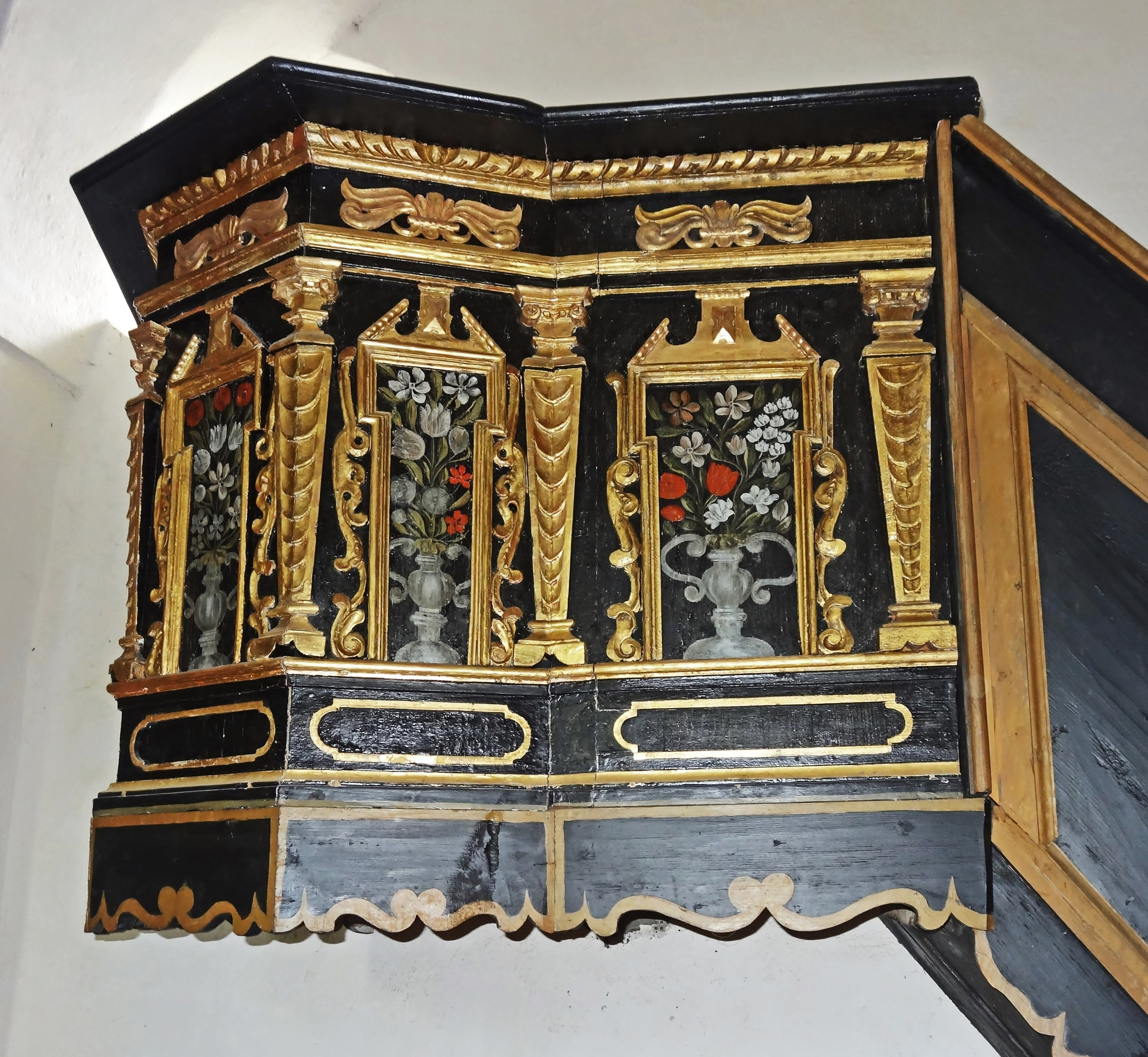
Der Korb der Kanzel